# Campionati italiani estivi di nuoto 1932
I Campionati italiani estivi di nuoto 1932 si sono svolti in due sedi: le gare allievi, juniores e femminili 1l 14 agosto e il 15 agosto ad Acqui Terme nella piscina comunale da 50 metri; le gare assolute maschili e quelle delle "ondine" (giovanili femminili) si sono svolte a Bologna, nella piscina del littoriale tra il 17 e il 18 settembre 1932.

## Podi

### Uomini
| Evento               | Oro                                                                           | Tempo   | Argento                                                               | Tempo   | Bronzo                                                                   | Tempo   |
| Stile libero         |                                                                               |         |                                                                       |         |                                                                          |         |
| 100 m                | Sirio Banchelli                                                               | 1'03"5  | Dino Cappellini                                                       | 1'03"7  | Paolo Costoli                                                            | 1'05"2  |
| 200 m                | Paolo Costoli                                                                 | 2'23"4  | Dino Cappellini                                                       | 2'23"8  | Sirio Banchelli                                                          | 2'32"8  |
| 400 m                | Paolo Costoli                                                                 | 5'18"5  | Giuseppe Perentin                                                     | 5'26"0  | Giacomo Signori                                                          | 5'37"0  |
| 1500 m               | Paolo Costoli                                                                 | 21'11"5 | Giuseppe Perentin                                                     | 21'29"2 | Giacomo Signori                                                          | 22'32"8 |
| Dorso                |                                                                               |         |                                                                       |         |                                                                          |         |
| 100 m                | Guido Marra                                                                   | 1'19"6  | Mario Coralli                                                         | 1'23"3  | Renato Bruno                                                             | 1'25"0  |
| Rana                 |                                                                               |         |                                                                       |         |                                                                          |         |
| 200 m                | Ernesto Manzoni                                                               | 3'04"4  | Leopoldo Curani                                                       | 3'07"6  | Ermanno Schneider                                                        | 3'10"6  |
| Staffette            |                                                                               |         |                                                                       |         |                                                                          |         |
| 4x200 m stile libero | Tennis club Milano Emilio Polli Walter Martinotti Dino Cappellini Guido Marra | 10'11"1 | Rari Nantes Florentia Pino Valle Caucia Sirio Banchelli Paolo Costoli | 10'20"6 | Bologna Sportiva Adriano Polli Mario Coralli Marinelli Giuseppe Perentin | 10'38"2 |
| 3x100 m mista        | Tennis club Milano A Guido Marra Ermanno Schneider Dino Cappellini            | 3'51"5  | Tennis club Milano B Renato Bruno Leopoldo Curami Emilio Polli        | 3'59"0  | Bologna Sportiva Mario Coralli Walter Facchinetti Adriano Polli          | 4'01"9  |

### Donne
| Evento               | Oro                  | Tempo  | Argento           | Tempo  | Bronzo            | Tempo  |
| Stile libero         |                      |        |                   |        |                   |        |
| 100 m                | Ines Sulligi         | 1'24"2 | Aurora Bermelich  | 1'24"4 | Carmela Toso      | 1'24"8 |
| 400 m                | Ines Sulligi         | 6'51"4 | Nella Gamerara    | 7'00"4 | Hilde Prekop      | 8'18"4 |
| Dorso                |                      |        |                   |        |                   |        |
| 100 m                | Giovanna Scherl      | 1'43"8 | Aurora Bermelich  | 1'46"2 | Silvia Ghidini    | 1'46"6 |
| Rana                 |                      |        |                   |        |                   |        |
| 200 m                | Hilde Prekop         | 3'54"2 | Caterina Holstein | 4'31"0 | Nerina Rocco      | 4'59"0 |
| Staffette            |                      |        |                   |        |                   |        |
| 3x100 m stile libero | Ginnastica Triestina | 4'27"4 | Triestina nuoto A | 5'56"0 | Triestina nuoto B | 6'14"8 |